# UEFAチャンピオンズリーグ 2011-12 決勝
UEFAチャンピオンズリーグ 2011-12 決勝は、UEFAチャンピオンズリーグ 2011-12の決勝戦であり、57回目のUEFAチャンピオンズリーグの決勝戦である。2012年5月19日にドイツ・ミュンヘンのフースバル・アレーナ・ミュンヘンで行われ、チェルシーが初優勝を果たした。

## 概要

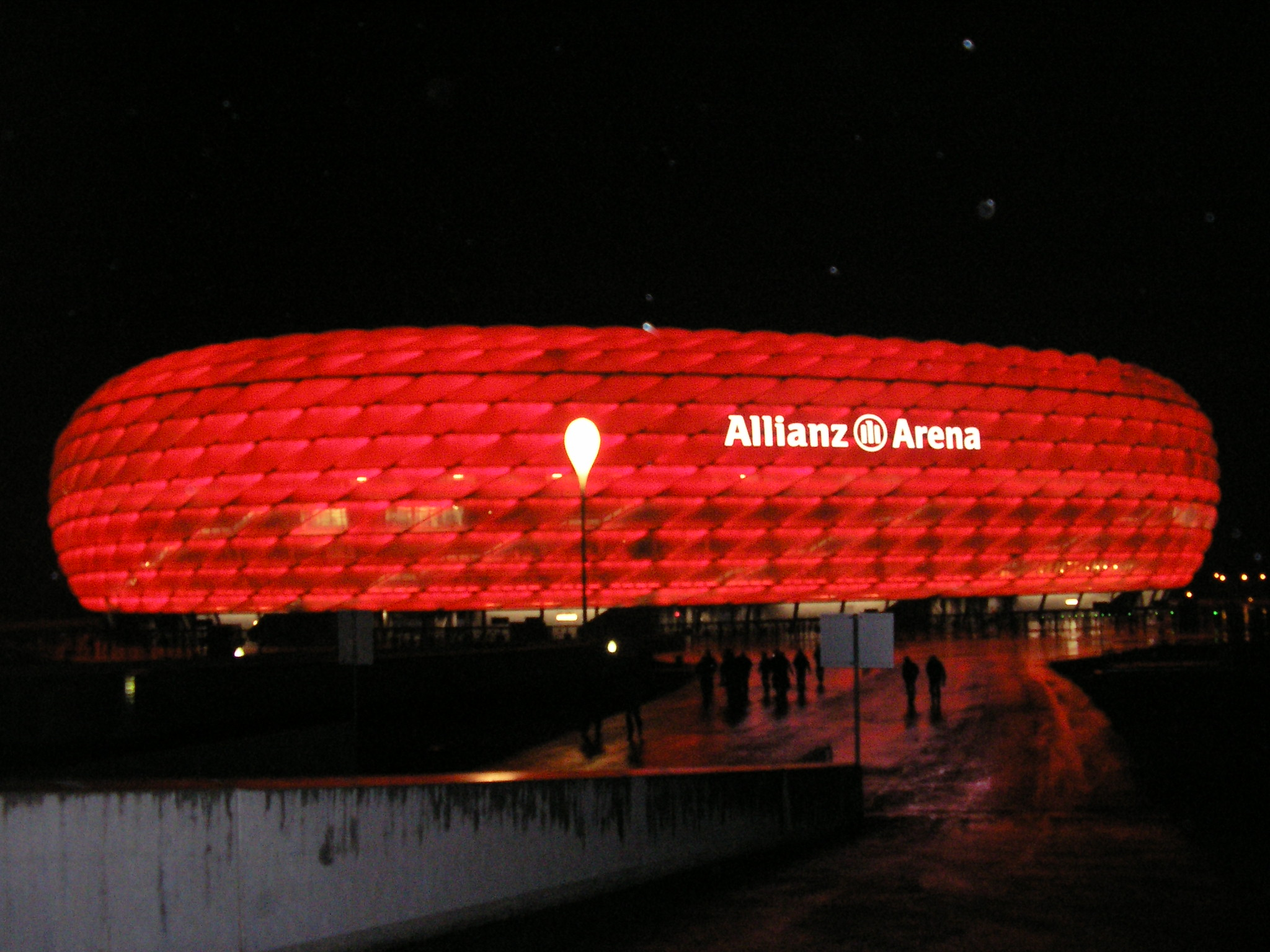
決勝戦の舞台となったフースバル・アレーナ・ミュンヘンの普段の様子

フースバル・アレーナ・ミュンヘンはバイエルン・ミュンヘンのホームスタジアムであり、チャンピオンズリーグ決勝が出場チームのホームスタジアムで開催されるのはチャンピオンズリーグの前身であるチャンピオンズカップ時代の1983-84シーズンの決勝において、ASローマがスタディオ・オリンピコで試合を行なって以来28年ぶりのことである。また、バイエルン・ミュンヘンは初めてチャンピオンズリーグ決勝戦をホームスタジアムで開催した。
チェルシーがPK戦の末にバイエルン・ミュンヘンを破ってUEFAチャンピオンズリーグ初優勝を果たし、2012年8月にモナコで開催される2012 UEFAスーパーカップの出場権、及び2012年12月に日本で開催されるFIFAクラブワールドカップ2012の出場権を獲得した。また、国内リーグでは今季6位に終わり来季のチャンピオンズリーグ出場権を獲得できなかったチェルシーは、この優勝により前年優勝クラブ枠で来季もチャンピオンズリーグに出場可能となった。

## 試合前

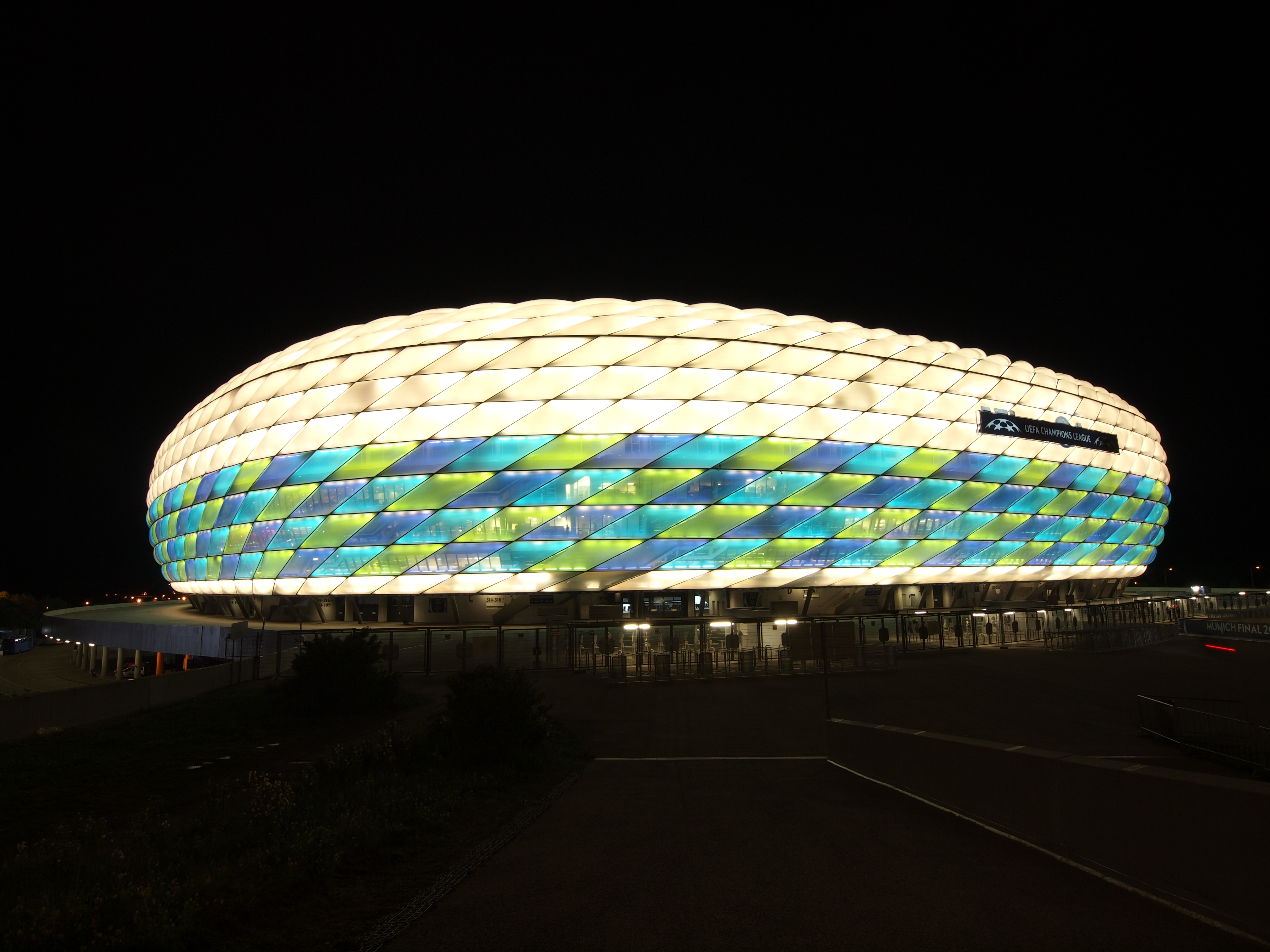
青と水色の決勝戦特別仕様にライトアップされたフースバル・アレーナ・ミュンヘン

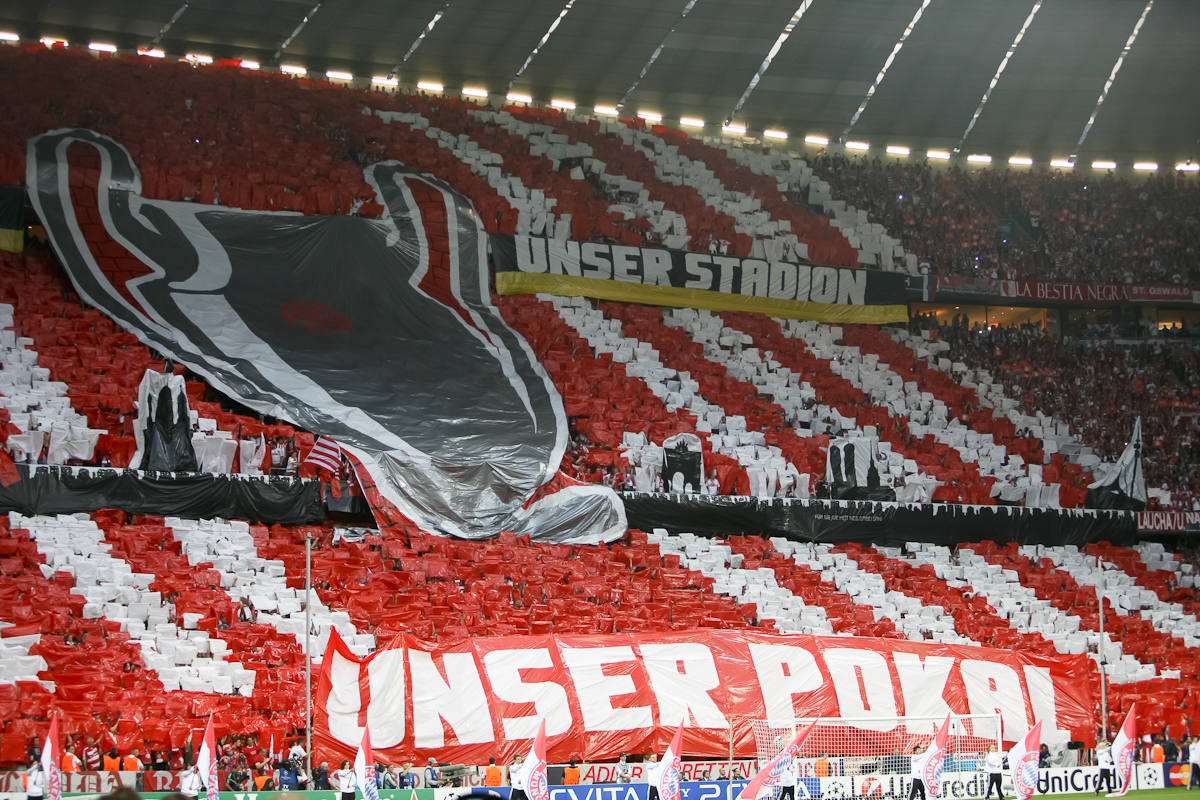
バイエルンファンの掲げたコレオグラフィ

### 決勝戦会場
決勝戦の会場は2009年1月30日に2010-11シーズン決勝戦の会場とともに正式決定された。また、決勝戦のアンバサダーはバイエルン・ミュンヘンやドイツ代表で活躍したパウル・ブライトナーが務めることになった。フースバル・アレーナ・ミュンヘンは今回のチャンピオンズリーグ決勝戦において初めてUEFA主要国際大会で使用される。バイエルン・ミュンヘンが以前ホームスタジアムとして利用していたミュンヘン・オリンピアシュタディオンは1979年、1993年、1997年にチャンピオンズリーグ（前身のチャンピオンズカップも含む）決勝戦の舞台として使用されたことがある。また、右の写真に見られるように、今回の決勝戦の試合中、スタジアムは公式ロゴの色に沿った青と水色にライトアップされた。

### 公式ロゴ発表
公式ロゴは2011年11月14日に発表された。ロゴはリーズのデザイン事務所であり、UEFA欧州女子選手権2009、2010 FIFAワールドカップ、UEFAチャンピオンズリーグ 2009-10 決勝、2011年バレーボール・ワールドリーグ決勝ラウンド などでもデザインを務めたザ・ワークスにより製作された。ロゴは青を基調とし、ドイツ表現主義及び決勝戦の会場となるフースバル・アレーナ・ミュンヘンの外観をモチーフにしたデザインとなった。

### チケット販売
決勝戦に出場するバイエルン・ミュンヘンとチェルシーのサポーターに17,500枚ずつチケットが販売された他、7,000枚のチケットが一般発売された。販売価格は以下の通り。
| カテゴリー                 | 販売価格  |
| -------------------------- | --------- |
| カテゴリー1                | 370ユーロ |
| カテゴリー2                | 260ユーロ |
| カテゴリー3                | 160ユーロ |
| カテゴリー4 (車椅子用)     | 70ユーロ  |
| カテゴリー2 (ファミリー用) | 140ユーロ |

### 公式試合球
これまでのチャンピオンズリーグ決勝戦の慣例通り、公式試合球はドイツのスポーツ用品メーカーであるアディダスにより提供され、2012年3月15日にアディダス・フィナーレ・ミュンヘンが発表された。白地に決勝戦ロゴと同様の青と水色を基調とするスターマークがあしらわれており、決勝トーナメント以降のすべての試合においてこの公式球が用いられた。

### フェスティバル
昨年と同様、UEFAチャンピオンズリーグフェスティバルがミュンヘンのオリンピアパルクで5月16日から19日まで開催された。UEFA女子チャンピオンズリーグ 2011-12決勝戦のアンバサダーであり、2011 FIFA女子ワールドカップでは実行委員長を務めたシュテフィ・ヨーネスとパウル・ブライトナーがホストを務め、オコチャやサニョルなどの元名選手たちによる子供向けのサッカークリニックやコーチングレッスンや女子サッカー、フットサルに関するイベントが開催された。また、4月20日にミュンヘン市に引き渡された UEFAチャンピオンズリーグおよびUEFA女子チャンピオンズリーグのトロフィーが展示され写真撮影が出来る他、チャンピオンズリーグ歴代の名選手の思い出の品を展示し、チャンピオンズリーグの歴史を紹介するミュージアム・オブ・チャンピオンズも開催された。また、5月19日にはカフー、ファン・デル・サール、シューケル、ゾラ、ラウドルップ、マクマナマン、シャピュイサなどのチェルシーの所属するプレミアリーグやバイエルン・ミュンヘンの所属するドイツ・ブンデスリーガで活躍した元名選手たちを中心とするワールド・オールスターズと、アンバサダーのパウル・ブライトナーが選ぶロベルト・コヴァチやリトバルスキー、マカーイ、ニコ・コヴァチなどドイツで活躍した元名選手たちにより結成されたFCバイエルン・オールスター＆フレンズが対戦するアルティメット・チャンピオンズマッチが開催された。この試合はYouTubeを通して全世界にライブストリーム配信され、約32万人がオンラインで試合を観戦した。他にも、アロー・ブラックやサンライズ・アヴェニューなどのミュージシャンによるライブ演奏など、様々な催しが行われた。
フェスティバル最終日の5月19日には、チャンピオンズリーグ史上初の公式パブリックビューイングがミュンヘン・オリンピアパルクで開催された。また、オクトーバーフェストの会場としても有名なテレージエンヴィーゼでもパブリックビューイングが行われた。

### メディア公開
決勝戦に出場する2つのクラブは世界各国のメディアに向けて公開練習を行い、バイエルン・ミュンヘンは5月3日に、チェルシーは5月15日に公開練習を行った後、監督による記者会見が行われた。

### 決勝戦までの道のり
バイエルン・ミュンヘンは決勝戦がホームスタジアムで開催されることもあり、シャルケ04よりドイツ代表正ゴールキーパーのノイアーを獲得するなど着実な補強を行いチャンピオンズリーグに臨んだ。グループリーグを1位で通過すると、決勝トーナメント1回戦ではバーゼルにアウェーで敗れたものの、以降は安定した戦いで準決勝に進出。準決勝のレアル・マドリード戦ではホームでの1stレグ、ロスタイムに得点して勝利したが、2ndレグに1stレグと逆のスコアで敗戦し、試合はPK戦に突入。レアル・マドリードのカシージャスとノイアーが互いに二本のセーブを見せる白熱した戦いを3-1で制し決勝戦に進出した。
一方のチェルシーは、前年度FCポルトにおいてUEFAヨーロッパリーグを制したビラス・ボアスがシーズン前に監督に就任したものの、リーグ戦の成績不振もあり2012年3月に解任され、アシスタントコーチのディ・マッテオが暫定監督に就任するなどチームが安定しているとはいえず前評判は低かった。グループリーグでも第五節のレバークーゼン戦で敗戦し、最終戦のバレンシア戦で敗戦するとグループリーグ敗退する状況まで追い込まれるが、勝利して決勝トーナメントに進出。決勝トーナメント・ラウンド16のナポリ戦ではアウェーでの1stレグにおいて1-3のスコアで敗戦したものの、続く2ndレグを4-1で勝利して準々決勝に進出。準決勝のバルセロナとの対戦では、二試合とも相手にボール支配率72％と圧倒的にボールを支配されシュート数でも倍以上と大きく差を付けられたものの、少ないチャンスを確実に得点に結びつけ、二試合合計3-2で前年王者を破って決勝戦に進出した。
| チーム          | 点 | 試 | 勝 | 分 | 負 | 得 | 失 | 差  |
| --------------- | -- | -- | -- | -- | -- | -- | -- | --- |
| バイエルン      | 13 | 6  | 4  | 1  | 1  | 11 | 6  | +5  |
| ナポリ          | 11 | 6  | 3  | 2  | 1  | 10 | 6  | +4  |
| マンチェスターC | 10 | 6  | 3  | 1  | 2  | 9  | 6  | +3  |
| ビジャレアル    | 0  | 6  | 0  | 0  | 6  | 2  | 14 | -12 |

| チーム         | 点 | 試 | 勝 | 分 | 負 | 得 | 失 | 差  |
| -------------- | -- | -- | -- | -- | -- | -- | -- | --- |
| チェルシー     | 11 | 6  | 3  | 2  | 1  | 13 | 4  | +9  |
| レバークーゼン | 10 | 6  | 3  | 1  | 2  | 8  | 8  | 0   |
| バレンシア     | 8  | 6  | 2  | 2  | 2  | 12 | 7  | +5  |
| ヘンク         | 3  | 6  | 0  | 3  | 3  | 2  | 16 | -14 |

## 試合

### 概要
チェルシーは5月5日にFAカップを獲得し、二冠をかけて試合に臨んだ。一方、バイエルン・ミュンヘンは国内リーグ、DFBポカール共にボルシア・ドルトムントとの直接対決に破れて国内では無冠に終わっており、今季初のタイトルをかけての挑戦となった。
両チームとも準決勝で数多くの警告を受けており、バイエルン・ミュンヘンはダヴィド・アラバ、バトシュトゥバー、ルイス・グスタヴォの3人が、チェルシーはブラニスラヴ・イヴァノヴィッチ、ラウル・メイレレス、ラミレス、ジョン・テリーの4人が決勝戦出場停止となった。チャンピオンズリーグ決勝戦の出場停止選手の人数としては異例の多さであり、国際プロサッカー選手会はこれら7選手に関して出場停止処分を解除するようUEFAチャンピオンズリーグ実行委員会に求めたが、実行委員会はカードの累積枚数による出場停止などの出場規定に関して今後少なくとも3年間変更する予定はないと返答した。
| 2012年5月19日 20:45 CEST |

| バイエルン                                               | 1 – 1 (延長) | チェルシー                             |
| ミュラー 83分                                            | レポート     | 88分 ドログバ                          |
|                                                          | PK戦         |                                        |
| ラーム ゴメス ノイアー オリッチ シュヴァインシュタイガー | 3 - 4        | マタ ルイス ランパード コール ドログバ |

| フースバル・アレーナ・ミュンヘン 観客数: 62,500 主審: ペドロ・プロエンサ |

| バイエルン | チェルシー |

| バイエルン         |    |                                        |     |      |
|                    |    |                                        |     |      |
| GK                 | 1  | マヌエル・ノイアー                     |     |      |
| RB                 | 21 | フィリップ・ラーム                     |     |      |
| CB                 | 44 | アナトリー・ティモシュチュク           |     |      |
| CB                 | 17 | ジェローム・ボアテング                 |     |      |
| LB                 | 26 | ディエゴ・コンテント                   |     |      |
| DM                 | 31 | バスティアン・シュヴァインシュタイガー | 2分 |      |
| DM                 | 39 | トニ・クロース                         |     |      |
| RW                 | 10 | アリエン・ロッベン                     |     |      |
| AM                 | 25 | トーマス・ミュラー                     |     | 87分 |
| LW                 | 7  | フランク・リベリー                     |     | 97分 |
| CF                 | 33 | マリオ・ゴメス                         |     |      |
| 控え               |    |                                        |     |      |
| GK                 | 22 | ハンス＝イェルク・ブット               |     |      |
| DF                 | 5  | ダニエル・ファン・ブイテン             |     | 87分 |
| DF                 | 13 | ラフィーニャ                           |     |      |
| MF                 | 14 | 宇佐美貴史                             |     |      |
| MF                 | 23 | ダニエル・プラニッチ                   |     |      |
| FW                 | 9  | ニルス・ペーターゼン                   |     |      |
| FW                 | 11 | イヴィツァ・オリッチ                   |     | 97分 |
| 監督               |    |                                        |     |      |
| ユップ・ハインケス |    |                                        |     |      |

| チェルシー               |    |                        |       |      |
|                          |    |                        |       |      |
| GK                       | 1  | ペトル・チェフ         |       |      |
| RB                       | 17 | ジョゼ・ボシングワ     |       |      |
| CB                       | 24 | ガリー・ケーヒル       |       |      |
| CB                       | 4  | ダヴィド・ルイス       | 86分  |      |
| LB                       | 3  | アシュリー・コール     | 81分  |      |
| DM                       | 12 | ジョン・オビ・ミケル   |       |      |
| CM                       | 8  | フランク・ランパード   |       |      |
| RW                       | 21 | サロモン・カルー       |       | 84分 |
| AM                       | 10 | フアン・マタ           |       |      |
| LW                       | 34 | ライアン・バートランド |       | 73分 |
| CF                       | 11 | ディディエ・ドログバ   | 93分  |      |
| 控え                     |    |                        |       |      |
| GK                       | 22 | ロス・ターンブル       |       |      |
| DF                       | 19 | パウロ・フェレイラ     |       |      |
| MF                       | 5  | マイケル・エッシェン   |       |      |
| MF                       | 6  | オリオール・ロメウ     |       |      |
| MF                       | 15 | フローラン・マルダ     |       | 73分 |
| FW                       | 23 | ダニエル・スタリッジ   |       |      |
| FW                       | 9  | フェルナンド・トーレス | 120分 | 84分 |
| 監督                     |    |                        |       |      |
| ロベルト・ディ・マッテオ |    |                        |       |      |

| UEFA選出マン・オブ・ザ・マッチ ディディエ・ドログバ (チェルシー) ファン選出マン・オブ・ザ・マッチ ペトル・チェフ (チェルシー) 審判団 ベルティーノ・ミランダ (副審) リカルド・サントス (副審) マヌエル・デ・ソウザ (追加副審) ドゥアルテ・ゴメス (追加副審) カルロス・ベラスコ・カルバジョ (第4審判) |

### 試合展開
前半
試合開始直後から、ホームスタジアムの声援の後押しを受けたバイエルン・ミュンヘンがボールを支配し、度々チャンスを作る。チェルシーは守備の要であったイヴァノヴィッチ、メイレレス、ラミレス、テリーの4人を出場停止で欠いているため、決勝戦までチャンピオンズリーグ出場経験のなかったU-21イングランド代表のバートランドを先発メンバーに抜擢、ロッベンとラームを抑える役目を託しある程度の成果を上げた ものの、ボールを積極的に奪うことはできず劣勢に立たされる。37分にドログバがヒールキックでランパードに戻して右サイドに展開し、カルーがミドルシュートを放った場面ぐらいしかノイアーの守るバイエルンゴールを脅かす場面はなかった。一方、バイエルンは36分に左サイドからリベリーが上げたクロスボールをミュラーがダイレクトボレーシュートを放ち、42分にはフリーでボールを受けたゴメスがペナルティーエリア内でシュートを放つなど好機を多く作りシュートも10本以上放ったものの、放ったシュートのほとんどがペナルティーエリアライン外から放たれた枠外シュートであり、こちらも敵のゴールを脅かす場面は少なかった。また、多くのCKも獲得し、ショートコーナーなど変化をつけながら何度となくクロスを上げるものの、そのほとんどをチェルシーにクリアされ、チャンスを活かすことができなかった。

#### 後半
後半も前半と同様、バイエルンが攻め、チェルシーがカウンターを繰り出す展開が続く。しかし、疲労からバイエルンの選手たちの動きが鈍くなり中々好機を作ることができない膠着状態に陥ると、チェルシーは73分にバートランドをマルダに交代、次第にチャンスをつかむようになり、試合は攻め合いの様相を呈するようになる。それでも82分、ミュラーがヘディングシュートで敵ゴールを脅かすと、直後の83分にはトニ・クロースが左サイドペナルティーエリア隅からファーサイドのミュラーに向けて山なりのクロスを送り、ミュラーがヘディングで地面に叩きつけたシュートはバウンドした後チェルシーGKチェフの頭上を抜けバーの内側に当たりながらゴールに吸い込まれた。静まり返っていたスタジアムは歓喜に包まれ、バイエルンも87分にはミュラーをファン・ブイテンに交代し逃げ切りを図る。しかし、直後の88分、この試合初めてチェルシーが獲得したCKにおいてマタがニアサイドに鋭いインスイングのボールを送ると、ドログバが放った強烈なヘディングシュートはノイアーの手を弾きゴールに吸い込まれた。バイエルンは逃げ切りに失敗し、チャンピオンズリーグ決勝戦では4年ぶりとなる延長戦に突入した。

#### 延長戦
逃げ切りに失敗して攻め手を失っていたバイエルンだが、93分にリベリがペナルティーエリア左隅でドログバに倒されPKを獲得する。しかし、GKチェフは至って冷静で、「このような、延長戦で疲れているときは、正確にコース(隅)を狙うより、思いっきり、キックする。強いキックは、どっちかのコースに突き刺さる。そしたら、アリエン(ロッベン)の軸足の向きで、判断しよう。」と分析。この予想が当たり、セーブすることができた。108分には中央付近からラームが途中出場のオリッチのいる左サイドペナルティーエリア内にクロスボールを送り、オリッチが中央にいるファン・ブイテンに向けてチップキックによるシュート気味のパスを送るもファン・ブイテンが反応できず、ボールはゴールポスト右のわずか外へと流れた。以降、どちらのチームも決定機と呼べるチャンスを作り出すことはできず、試合は4年前にチェルシーが経験したPK戦で決着することになった。

#### PK戦
PK戦はバイエルンのサポーターが集まるゴール裏にて、バイエルン先攻で開始された。バイエルン1番手のラームがPKを決めると、チェルシー1番手のマタが右に蹴ったボールをノイアーがセーブしバイエルンが一歩リードする。以後、二人ずつPKを決めて迎えたバイエルン4番手のオリッチが右に蹴ったボールをチェフがセーブ、チェルシー4番手のA・コールが決めてチェルシーが追いつく。バイエルン5番手のシュヴァインシュタイガーが右隅に蹴ったボールはチェフの手に当たりゴールポストに跳ね返され、PKを失敗する。そして、チェルシー5番手のドログバは左隅にPKを決める。チェルシーが4-3でバイエルンをPK戦の末に破り、初優勝を達成した。

### データ
|                | バイエルン | チェルシー |
| -------------- | ---------- | ---------- |
| 得点           | 0          | 0          |
| シュート       | 13         | 2          |
| 枠内シュート   | 2          | 1          |
| GKセーブ       | 1          | 2          |
| ボール支配率   | 60%        | 40%        |
| コーナーキック | 8          | 0          |
| ファール       | 4          | 9          |
| オフサイド     | 0          | 1          |
| イエローカード | 1          | 0          |
| レッドカード   | 0          | 0          |

|                | バイエルン | チェルシー |
| -------------- | ---------- | ---------- |
| 得点           | 1          | 1          |
| シュート       | 14         | 5          |
| 枠内シュート   | 4          | 2          |
| GKセーブ       | 1          | 3          |
| ボール支配率   | 52%        | 48%        |
| コーナーキック | 9          | 1          |
| ファール       | 6          | 9          |
| オフサイド     | 1          | 0          |
| イエローカード | 0          | 2          |
| レッドカード   | 0          | 0          |

|                | バイエルン | チェルシー |
| -------------- | ---------- | ---------- |
| 得点           | 0          | 0          |
| シュート       | 8          | 2          |
| 枠内シュート   | 1          | 0          |
| GKセーブ       | 0          | 1          |
| ボール支配率   | 59%        | 41%        |
| コーナーキック | 3          | 0          |
| ファール       | 4          | 8          |
| オフサイド     | 0          | 1          |
| イエローカード | 0          | 2          |
| レッドカード   | 0          | 0          |

|                | バイエルン | チェルシー |
| -------------- | ---------- | ---------- |
| 得点           | 1          | 1          |
| シュート       | 35         | 9          |
| 枠内シュート   | 7          | 3          |
| GKセーブ       | 2          | 6          |
| ボール支配率   | 56%        | 44%        |
| コーナーキック | 20         | 1          |
| ファール       | 14         | 26         |
| オフサイド     | 1          | 2          |
| イエローカード | 1          | 4          |
| レッドカード   | 0          | 0          |

## 試合後

### トロフィーの授与
普段チェルシーの主将を務めているテリーはバルセロナとのチャンピオンズリーグ準決勝でレッドカードにより一発退場となり、決勝戦出場停止であったが、UEFAの規定では出場停止選手は試合のメンバーに加わることを禁じているのみで、試合後のセレモニーへの参加を禁じているわけではない ため、セレモニーには決勝戦でプレーした他の選手と共に参加し、決勝戦でキャプテンを務めたランパードと共にトロフィーを掲げた。

### 試合後の監督の弁

#### ロベルト・ディ・マッテオ
- 試合内容について

バイエルンが得点したとき、残り時間はあまり残されていなかった。しかし、選手たちは今大会で示してきたとてつもなく強いハートと情熱を決勝戦でも示してくれた。そして、同点として延長戦に入ることができ、気分が上向いた。
- バイエルンについて

バイエルンは今夜とてもいいサッカーをしていたし、非常にいいチームだった。だからこそ決勝まで勝ち残ることができたのであり、この大会で何度も優勝している実績もある。PK戦はくじびきのようなもの。PK戦で敗れるのはやはり本当につらいことなので、バイエルンの気持ちは理解できる。

#### ユップ・ハインケス
- 試合内容について

予想通り、最近のチャンピオンズリーグの試合と同じ戦い方をしてきた相手に対し、非常に素晴らしい試合をした。数多くの得点機を生かせなかったことを悔やまなければならない。83分に得点したからには、そのリードを守る必要があった。そして、延長戦ではPKを得た。多くのチャンスに恵まれたなら、それを生かさねばならない。今日はそれができなかったのが、敗因だ。過去からもわかるように、PK戦はくじ引きのようなものだ。
- チェルシーについて

チェルシーは自分たちが最もよく理解する戦い方をした。彼らのパフォーマンスを祝福したい。彼らは闘志を示し、守備では規律を保ち、PK戦ではチャンピオンズリーグで優勝するために必要な運に恵まれた。

## ギャラリー

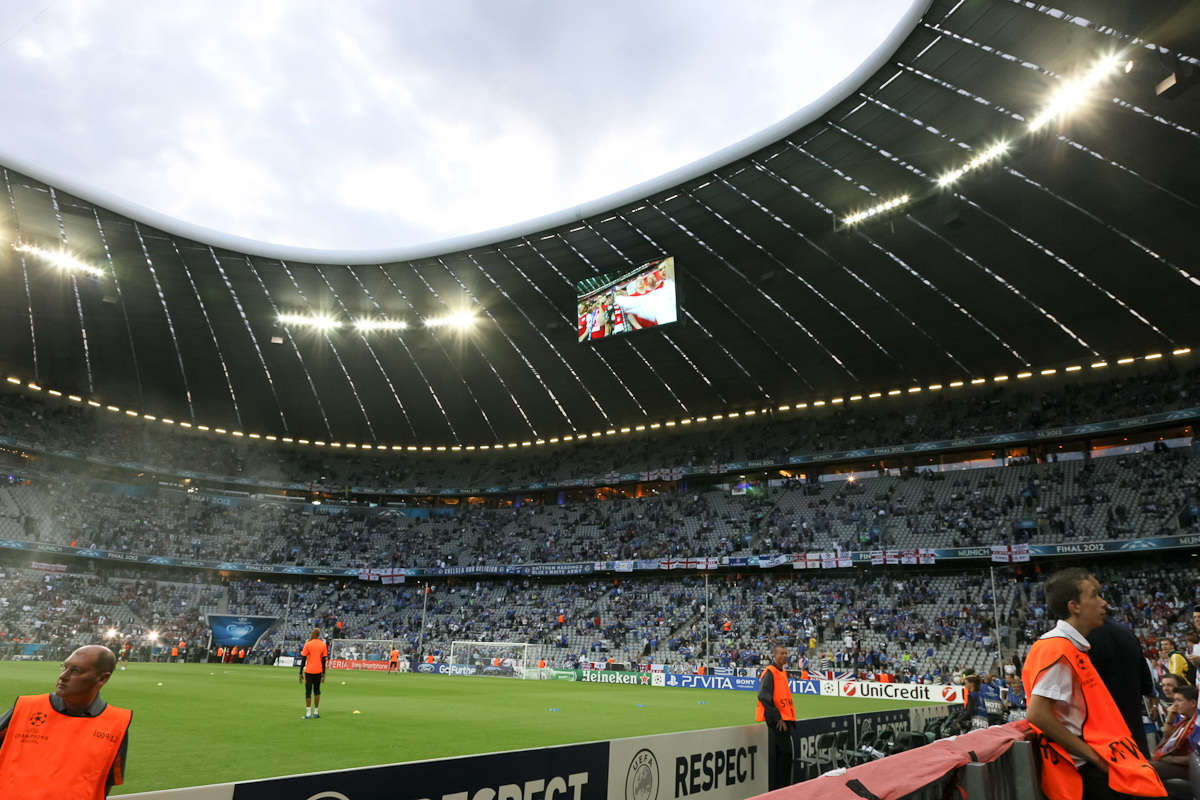
試合前の会場の様子
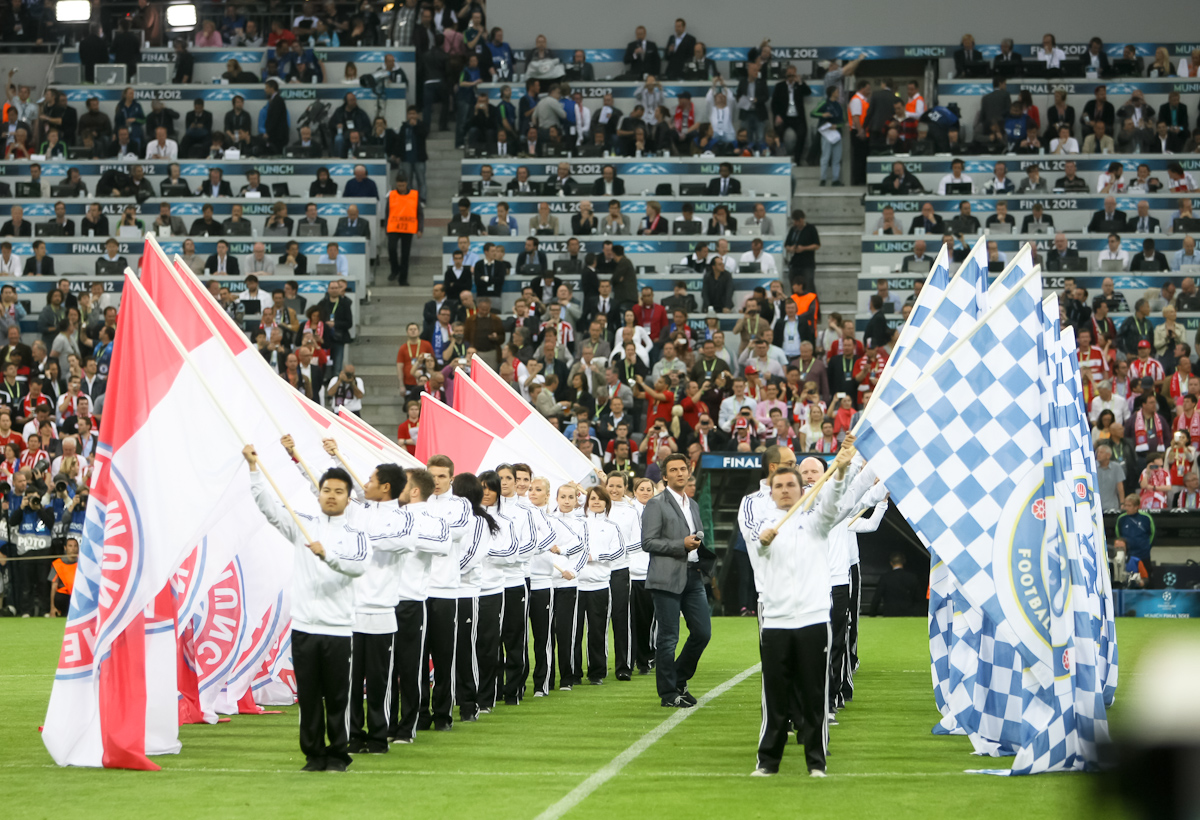
試合前のセレモニー
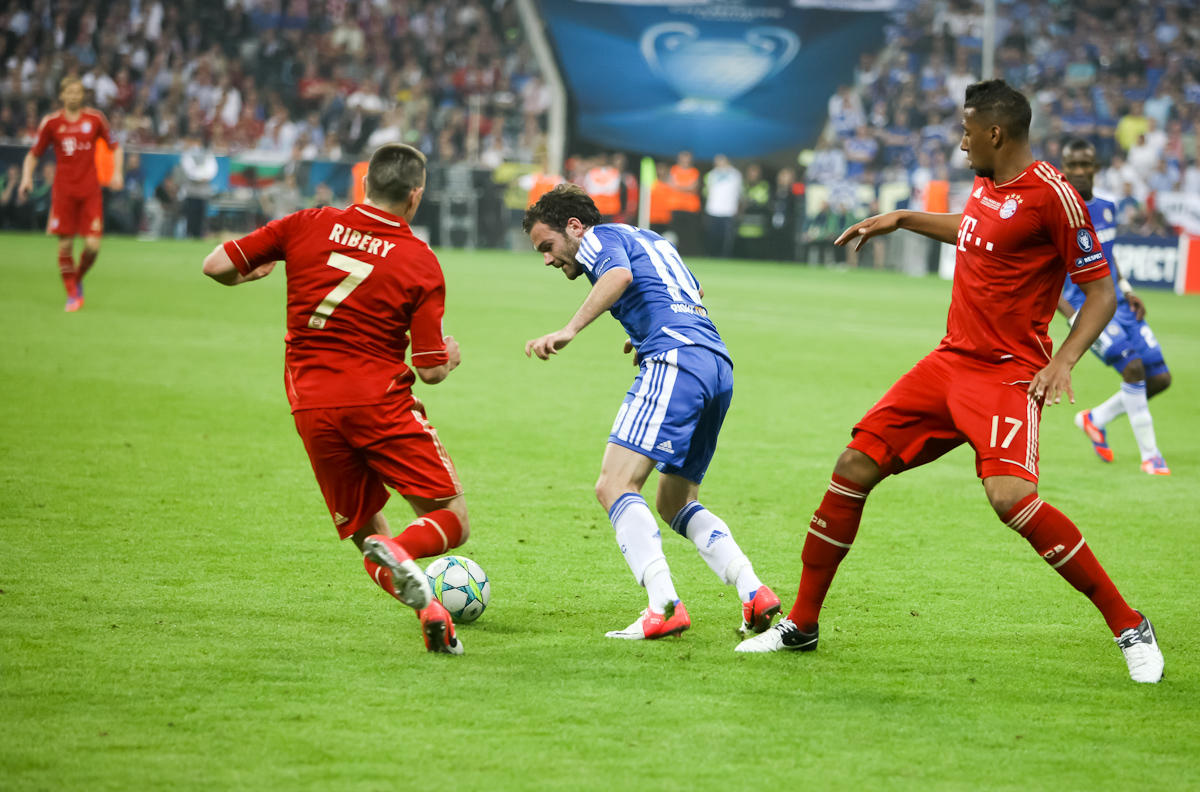
試合途中の様子
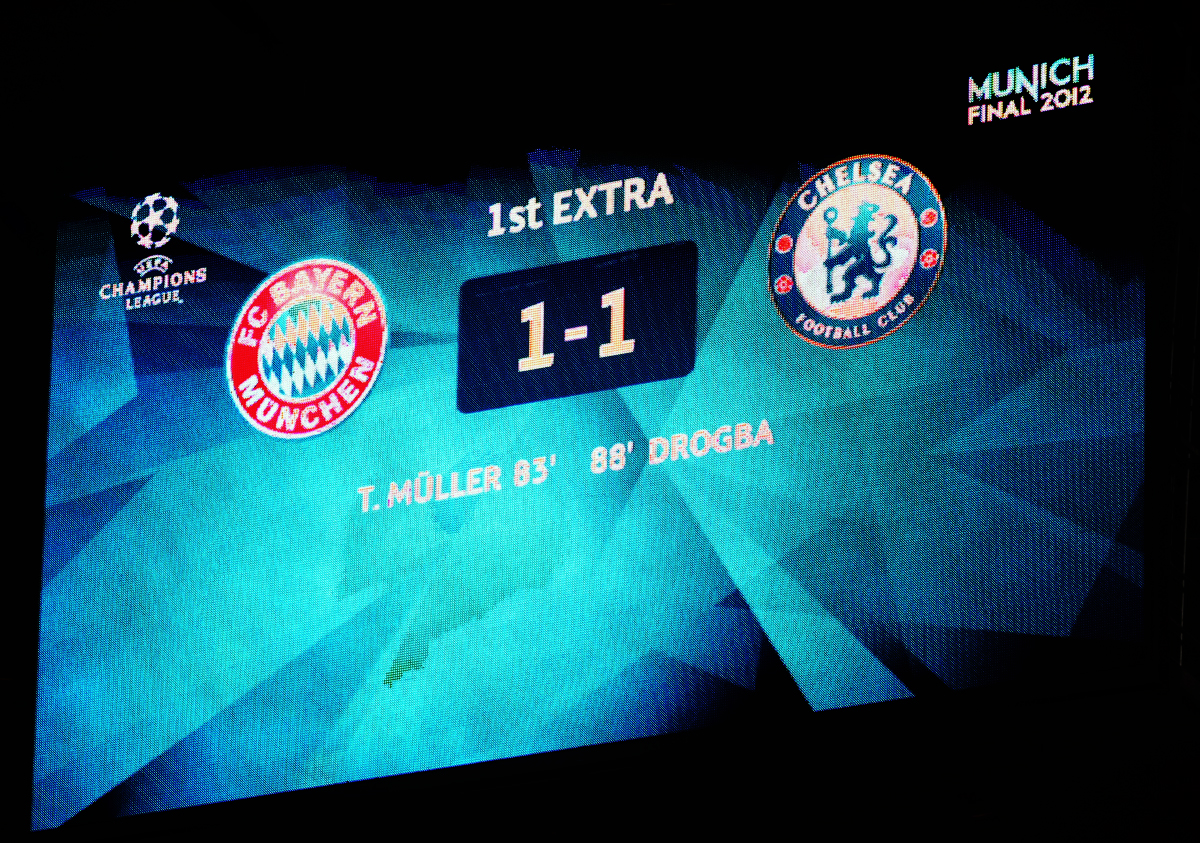
アストロビジョンの途中経過
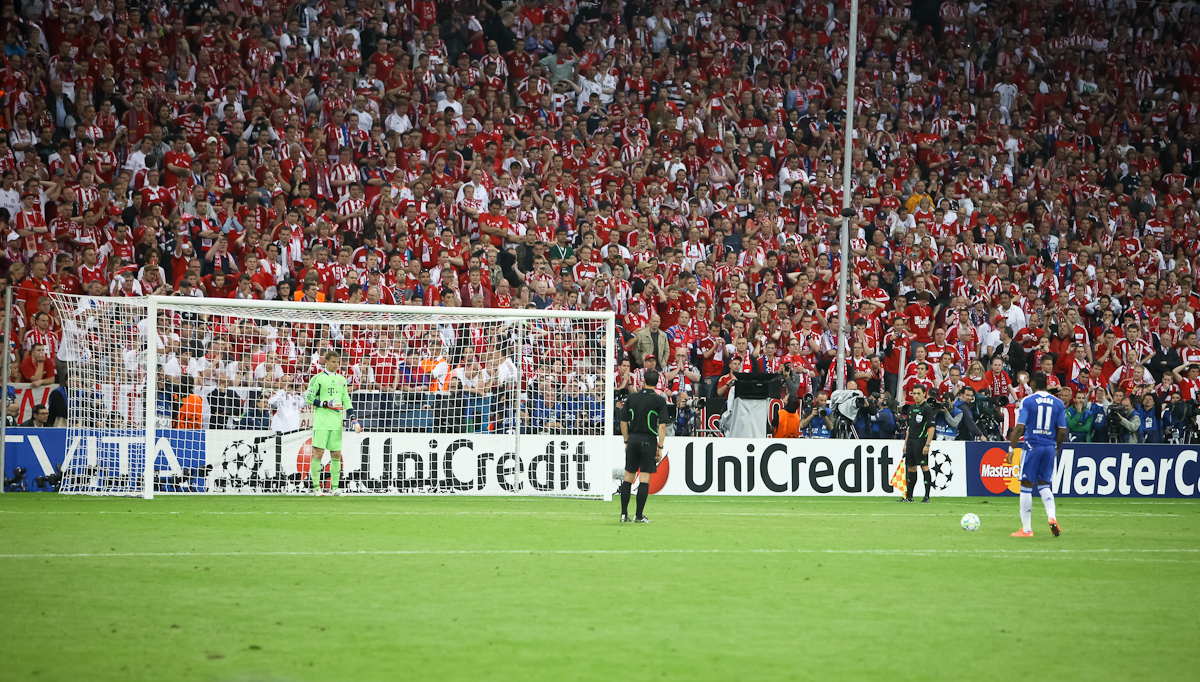
PK戦の様子
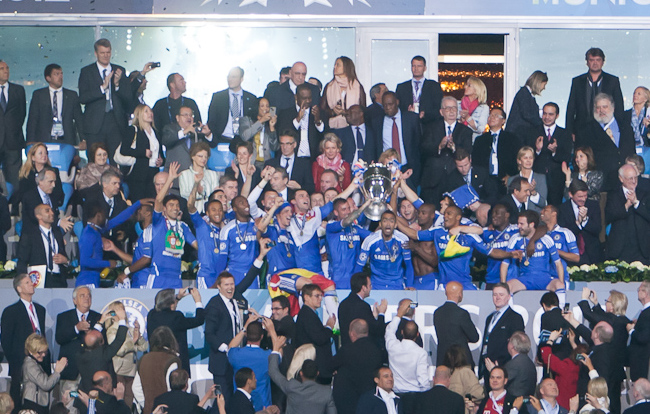
ビッグイヤーが掲げられる様子(チャンピオンスセレモニー)